# Taxativní výčet
Taxativní výčet jistých podmínek nebo jiných prvků v části určitého právního předpisu znamená, že jde o výčet úplný, přesný a konečný. Pouze za splnění některé z těchto podmínek, případně za splnění všech, daná právní norma působí; pokud by došlo k naplnění jiné podmínky, než té, která je v taxativním výčtu uvedena, daná právní norma by nepůsobila. V případě, že nejde o podmínky, ale jiné prvky, pak právní norma působí pouze vůči nim, nikoli vůči jiným skutečnostem. Opakem taxativního výčtu je výčet demonstrativní, přičemž platí, že pokud nelze daný výčet jako demonstrativní odvodit, jde vždy o výčet taxativní.
Např. v § 52 českého trestního zákoníku je uveden výčet celkem 12 trestů; jiné než zde vyjmenované tresty nelze v České republice za spáchaný trestný čin uložit.